# Referéndum constitucional de Camerún de 1958
Un referéndum sobre una nueva constitución para Francia tuvo lugar en Camerún francés el 28 de septiembre de 1958 como parte de un referéndum más ampio realizado en el resto de la Unión Francesa. La nueva constitución haría que el país se uniera a la nueva Comunidad Francesa en caso de aceptarse, o en la independencia en caso de rechazarse. Fue aprobada por el 96,6% de los electores.

## Resultados
| Opción                              | Votos  | %    |
| ----------------------------------- | ------ | ---- |
| A favor                             | 10,544 | 96.6 |
| En contra                           | 368    | 3.4  |
| Votos en blanco/nulos               | 492    | –    |
| Total                               | 11,404 | 100  |
| Electores registrados/participación | 15,400 | 74.1 |
| Fuente: Sternberger et al.          |        |      |